# Chrysothamnus
 Chrysothamnus   Nutt., 1840 è un genere di piante angiosperme dicotiledoni della famiglia delle Asteraceae, sottofamiglia Asteroideae, tribù Astereae (North American lineage) e sottotribù Solidagininae.

## Etimologia
Il nome del genere deriva dal greco "chryseos" (= dorato) e "thamnos" (= cespuglio).
Il nome scientifico del genere è stato definito dal botanico Thomas Nuttall (1786-1859) nella pubblicazione " Transactions of the American Philosophical Society Held at Philadelphia for Promoting useful Knowledge. Philadelphia" ( Trans. Amer. Philos. Soc. ser. 2, 7: 323 (-324) ) del 1840.

## Descrizione

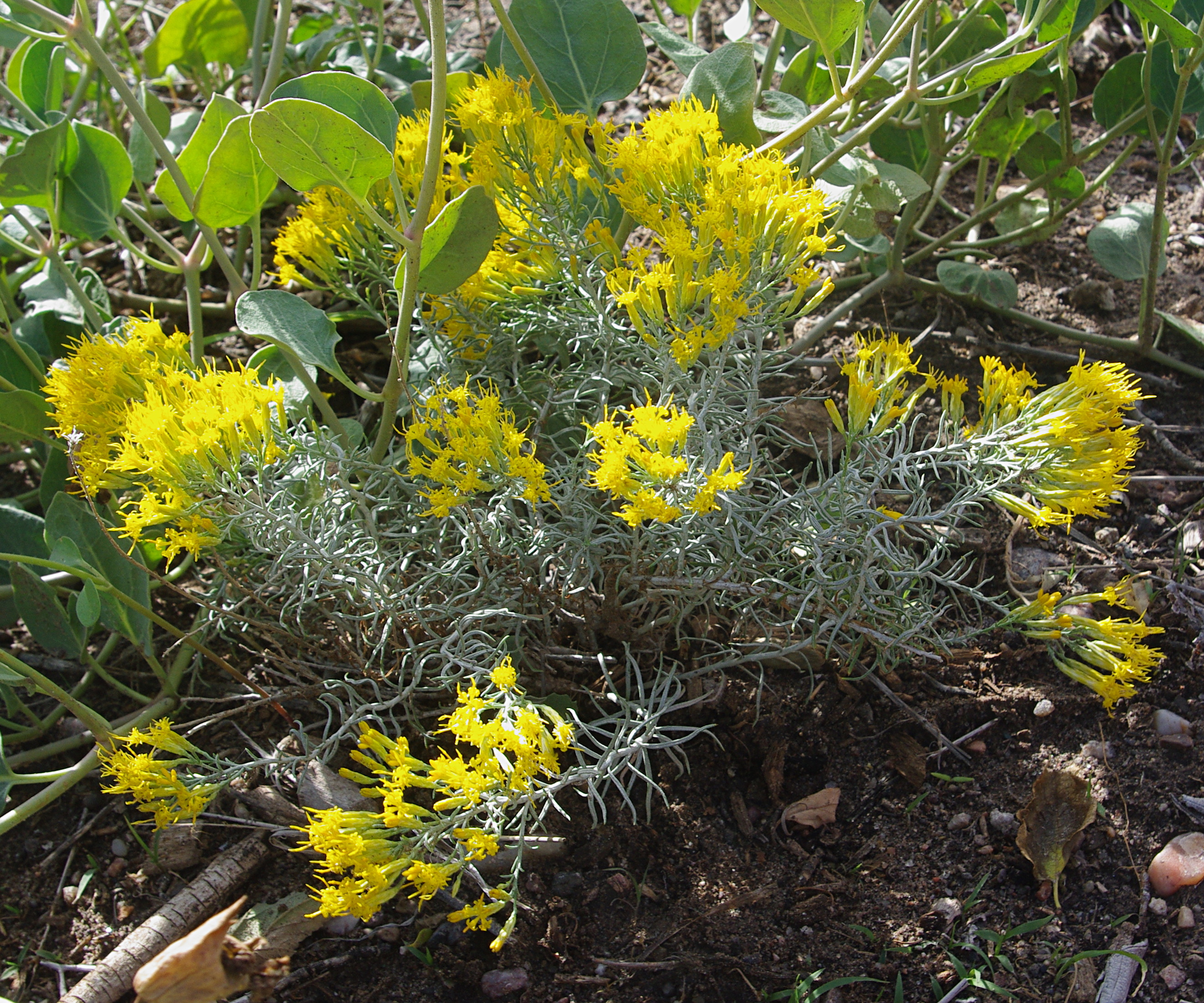
Il portamento
Chrysothamnus depressus

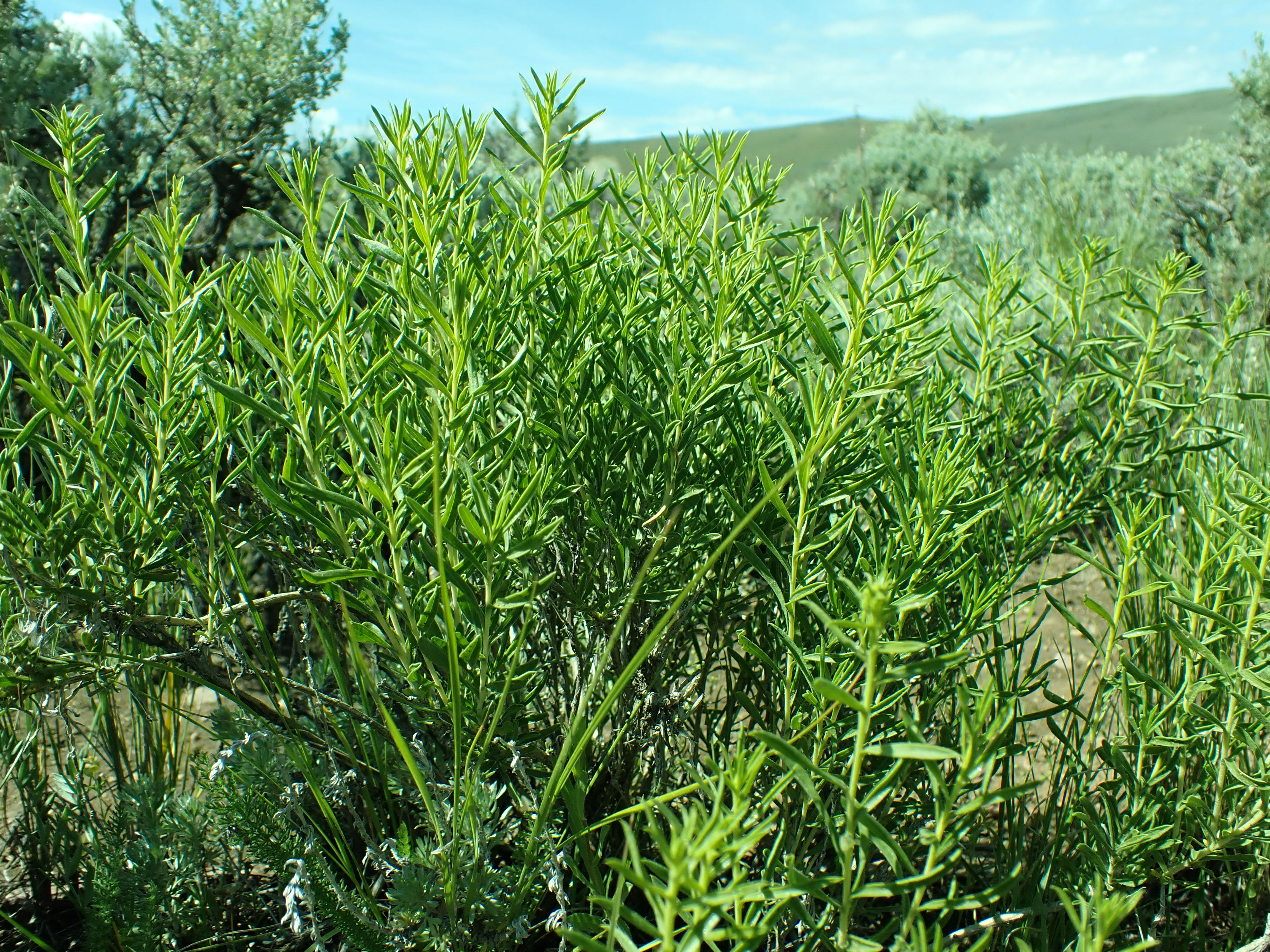
Le foglie
Chrysothamnus viscidiflorus

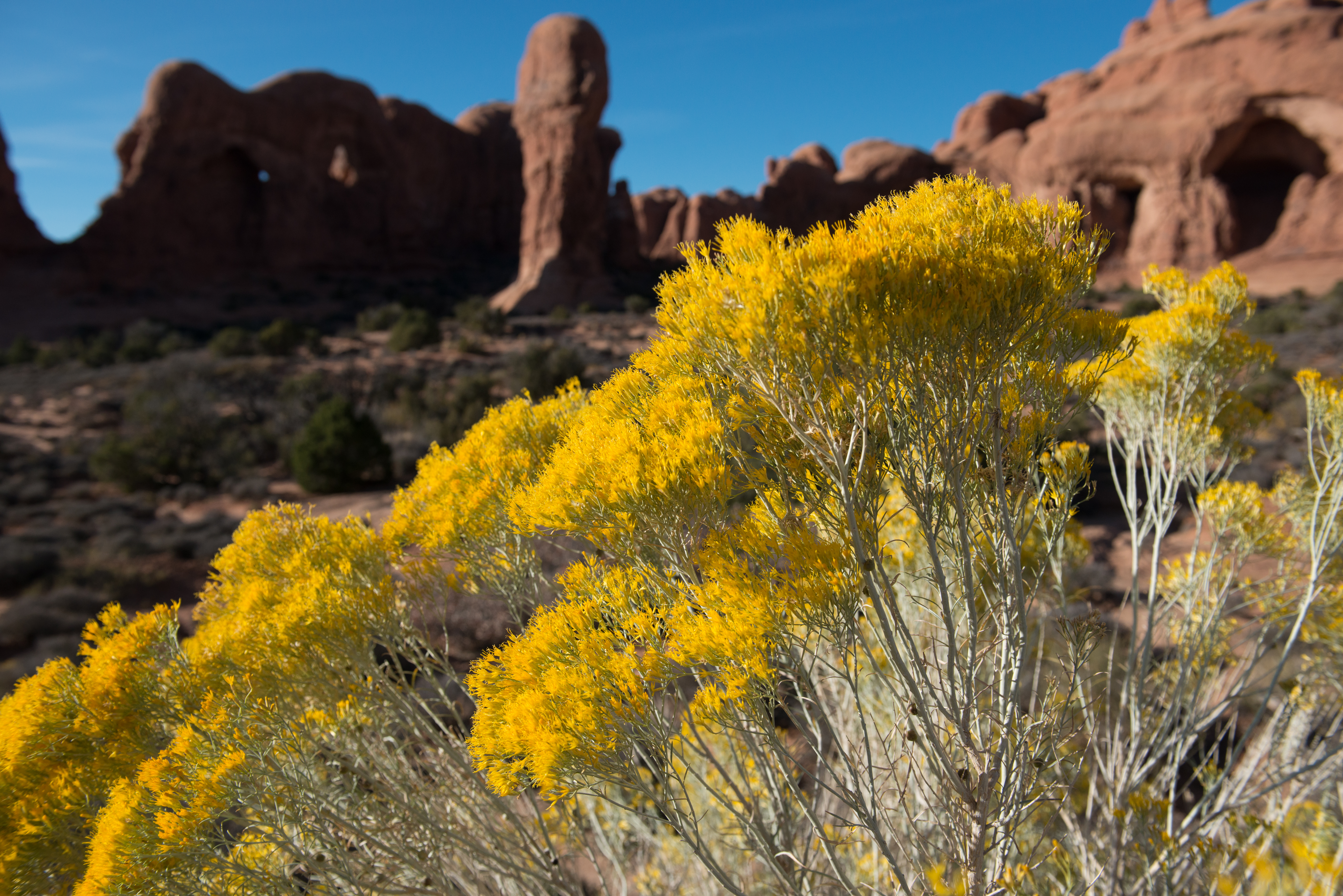
Infiorescenza
Chrysothamnus greenei

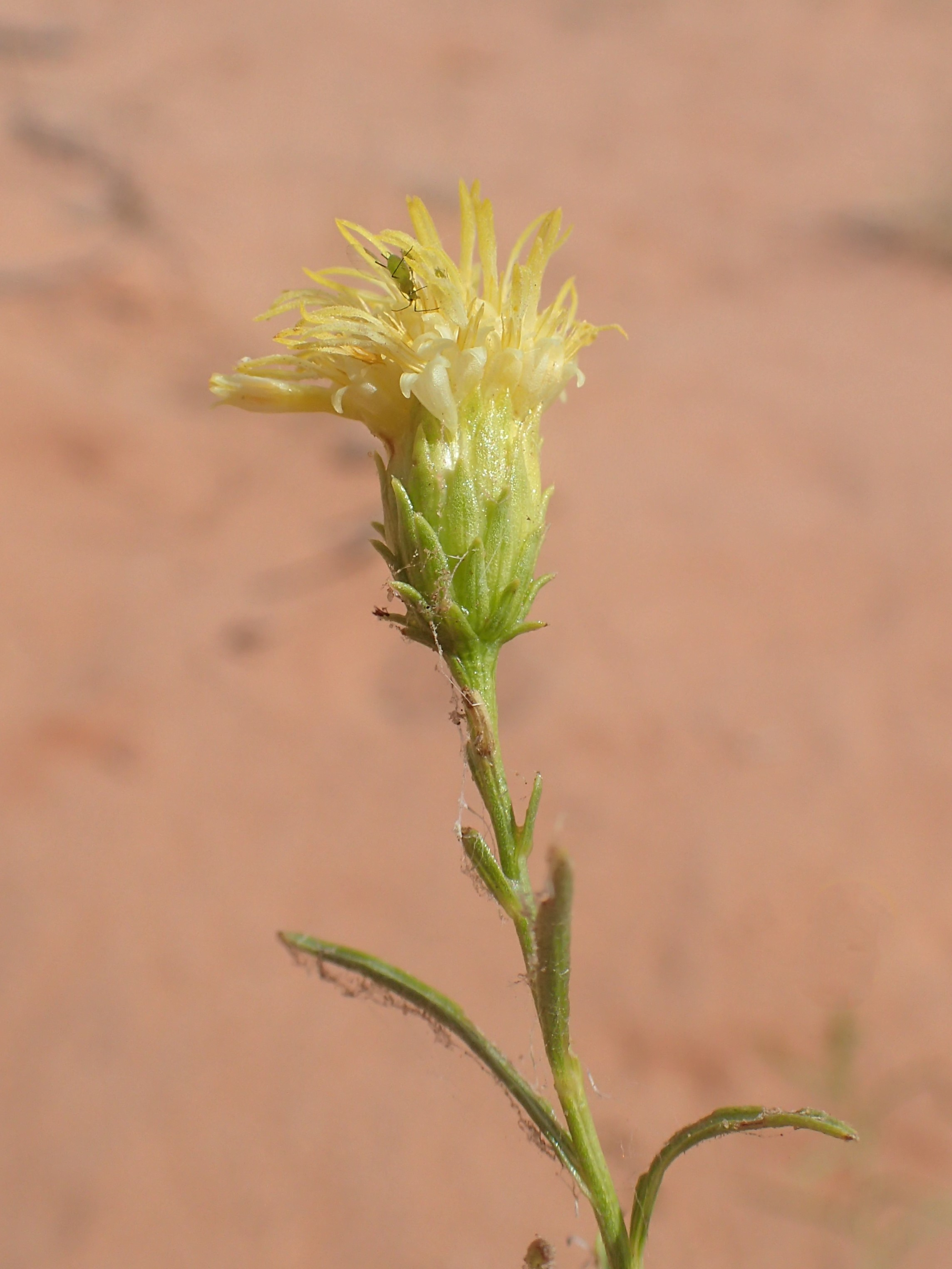
I fiori
Chrysothamnus stylosus

Portamento. Le specie di questo genere hanno un habitus di tipo erbaceo suffrutescente o arbustivo compatto.
Fusto. La parte aerea è eretta, molto ramosa con portamenti sferici. Gli steli spesso sono resinosi. Altezza media: 8 - 120 cm.
Foglie. Le foglie sono disposte in modo alternato, brevemente picciolate o sessili. La lamina è semplice e margini interi (talvolta irti o cigliati) con forme da lineari a spatolato-lanceolate. La superficie, trinevata, può essere punteggiata da ghiandole anche stipitate.
Infiorescenza. Le sinflorescenze sono composte da diversi capolini raccolti in formazioni corimbose. Le infiorescenze vere e proprie sono composte da un capolino terminale lungamente peduncolato di tipo discoidale. I capolini sono formati da un involucro, con forme turbinato-cilindriche, composto da 12 - 60 brattee, al cui interno un ricettacolo fa da base ai fiori di due tipi: fiori del raggio (quasi assenti) e fiori del disco. Le brattee, con forme da ovate-lanceolate a triangolari-lanceolate e indurite alla base e a consistenza erbacea nella parte apicale, sono disposte in modo più o meno embricato su 3 - 7 serie. Il ricettacolo, bucherellato, è privo di pagliette a protezione alla base dei fiori; la forma è convessa. Dimensione degli involucri: 5 - 15 x 1,5 - 15 mm.
Fiori.  I fiori sono tetra-ciclici (formati cioè da 4 verticilli: calice – corolla – androceo – gineceo) e pentameri (calice e corolla formati da 5 elementi). Si distinguono in:
- fiori del raggio (esterni): sono pochi o assenti, sono femminili e sono disposti su una sola serie; la forma è ligulata (zigomorfa);
- fiori del disco (centrali): sono più numerosi (da 2 a 40; normalmente 5 - 6) con forme brevemente tubulose (attinomorfe); sono ermafroditi.

- Formula fiorale:

*/x K {\displaystyle \infty }, [C (5), A (5)], G 2 (infero), achenio
- Calice: i sepali del calice sono ridotti ad una coroncina di squame.

- Corolla: (fiori del disco) la forma è imbutiforme-tubulare bruscamente divaricata in 5 lobi; i lobi, da eretti a divaricati, hanno una forma da triangolare a lanceolata; il colore è giallo o giallo-forte.

- Androceo: l'androceo è formato da 5 stami sorretti da filamenti generalmente liberi; gli stami sono connati e formano un manicotto circondante lo stilo; le teche (produttrici del polline) alla base sono troncate e sono lievemente auricolate (molto raramente sono speronate o hanno una coda); le appendici apicali delle antere hanno delle forme piatte e lanceolate; il tessuto endoteciale (rivestimento interno dell'antera) è quasi sempre polarizzato (con due superfici distinte: una verso l'esterno e una verso l'interno). Il polline è sferico con un diametro medio di circa 25 micron;  è tricolporato (con tre aperture sia di tipo a fessura che tipo isodiametrica o poro) ed è echinato (con punte sporgenti).[10][12]

- Gineceo: l'ovario è infero uniloculare formato da 2 carpelli.[6] Lo stilo (il recettore del polline) è profondamente bifido (con due stigmi divergenti, brevi o lunghi a seconda della specie) e con le linee stigmatiche marginali separate.[13] I due bracci dello stilo sono lineari e papillosi.

Frutti. I frutti sono degli acheni con pappo; 
- achenio: gli acheni (da marrone chiaro a bruno-rossastro), con forme strettamente ellissoidi (o anche da turbinate a ellittiche o cilindriche) e superficie liscia, hanno 4 - 5 angoli e spesso 5 - 10 coste e sono provvisti di ghiandole e setole con punte a forma di ancora;
- pappo: il pappo è formato da 2 - 3 serie di 15 - 50 setole barbate persistenti.

## Biologia
Impollinazione: l'impollinazione avviene tramite insetti (impollinazione entomogama tramite farfalle diurne e notturne).

Riproduzione: la fecondazione avviene fondamentalmente tramite l'impollinazione dei fiori (vedi sopra).

Dispersione: i semi (gli acheni) cadendo a terra sono successivamente dispersi soprattutto da insetti tipo formiche (disseminazione mirmecoria). In questo tipo di piante avviene anche un altro tipo di dispersione: zoocoria. Infatti gli uncini delle brattee dell'involucro (se presenti) si agganciano ai peli degli animali di passaggio disperdendo così anche su lunghe distanze i semi della pianta. Inoltre per merito del pappo il vento può trasportare i semi anche a distanza di alcuni chilometri (disseminazione anemocora).

## Distribuzione e habitat
Le specie di questo genere sono distribuite in America settentrionale (nord-occidentale).

## Sistematica
La famiglia di appartenenza di questa voce (Asteraceae o Compositae, nomen conservandum) probabilmente originaria del Sud America, è la più numerosa del mondo vegetale, comprende oltre 23.000 specie distribuite su 1.535 generi, oppure 22.750 specie e 1.530 generi secondo altre fonti (una delle checklist più aggiornata elenca fino a 1.679 generi). La famiglia attualmente (2021) è divisa in 16 sottofamiglie; la sottofamiglia Asteroideae è una di queste e rappresenta l'evoluzione più recente di tutta la famiglia.

### Filogenesi
La tribù Astereae (una delle 21 tribù della sottofamiglia Asteroideae) comprende circa 40 sottotribù. In base alle ultime ricerche nella tribù sono stati individuati (provvisoriamente) 5 principali lignaggi:
- Basal grade: include alcuni generi isolati, il gruppo "South American-Oceania",  alcune sottotribù africane e il gruppo dei generi legnosi del Madagascar.
- Bellis lineage: comprende le sottotribù eurasiatiche e una sottotribù africana.
- Aster lineage: include i generi asiatici di Asterinae e i principali gruppi dell'Australia e dell'Oceania.
- Baccharis lineage: include alcuni gruppi sudamericani.
- North American lineage: include la vasta gamma di sottotribù del Nordamerica, Messico e alcuni gruppi distribuiti nel Sudamerica.

Il genere  Chrysothamnus  (insieme alla sottotribù Solidagininae ) è incluso nel lignaggio "North American lineage". La sottotribù attualmente è divisa in 6 gruppi informali. Il genere di questa voce appartiene al "Chrysothamnus group".
I caratteri distintivi del genere sono:
- le setole del pappo sono dilatate all'apice o attenuate;
- l'infiorescenza è composta da grappoli di capolini disposti in corimbi compatti;
- i fiori del raggio sono presenti o assenti;
- le brattee dell'involucro sono disposte in ranghi verticali e distinti.

Alcuni studi filogenetici e sistematici hanno dimostrato che il genere Chrysothamnus, come tradizionalmente era descritto fino allora, doveva essere ricircoscritto. Per cui alcune specie, precedentemente appartenenti al genere, sono state ricollocate in Cuniculotinus, Lorandersonia e Ericameria (sottotribù Pentachaetinae). Inoltre alcune specie descritte in altri gruppi, sono state inserite nel genere:
- ex genere Vanclevea Greene (ora sinonimo di Chrysothamnus[17]). Caratteri principali: la lamina delle foglie è lineare- lanceolata, con la pagina solcata da tre nervi, la superficie resinosa-viscida e un portamento arcuato; i capolini hanno solamente i fiori del disco; il pappo è formato da pagliette aristate.
- ex genere Hesperodoria Greene (ora sinonimo di Chrysothamnus[18]). Caratteri principali: le setole del pappo sono dilatate all'apice; le infiorescenze si compongono di 2 – 4 capolini liberamente aggregati in corimbi, sessili o provvisti di brevi pedicelli; i fiori del raggio sono carenti.

Il numero cromosomico delle specie di questo genere è: 2n = 18.

### Elenco delle specie
Questo genere ha 9 specie:
- Chrysothamnus depressus Nutt.
- Chrysothamnus eremobius  L.C.Anderson
- Chrysothamnus greenei  (A.Gray) Greene
- Chrysothamnus humilis  Greene
- Chrysothamnus molestus  (S.F.Blake) L.C.Anderson
- Chrysothamnus scopulorum  (M.E.Jones) Urbatsch, R.P.Roberts & Neubig
- Chrysothamnus stylosus  (Eastw.) Urbatsch, R.P.Roberts & Neubig
- Chrysothamnus vaseyi  Greene
- Chrysothamnus viscidiflorus  (Hook.) Nutt.

### Sinonimi
Sono elencati alcuni sinonimi per questa entità:
- Hesperodoria Greene
- Vanclevea  Greene